# ساناز کیهان
ساناز کیهان (۳۱ شهریور ۱۳۶۱ – ۲۵ دی ۱۳۹۰) بازیگر زن ایرانی بود.

## زندگی هنری
ساناز کیهان زاده ۳۱ شهریور ۱۳۶۱ بود. وی در چندین سریال تلویزیونی و فیلم سینمایی، ایفای نقش کرده بود.
او در سریال‌های خط قرمز، تنگنا، شب آفتابی و فیلم نان، عشق و موتور هزار، «سوگند»، «کلاهی برای باران» و… بازی کرد؛ علاوه بر این، دو فیلم نامه را نیز به رشتهٔ تحریر درآورد.

## تحصیلات
- فارغ‌التحصیل رشته مدیریت و برنامه‌ریزی
- گذراندن کلاس‌های حمید سمندریان

## درگذشت
ساناز کیهان در ساعت ۱۲ شب یکشنبه ۲۵ دی ۱۳۹۰ به دنبال یک سانحه رانندگی و در اثر برخورد خودروی وی با یک درخت در مقابل حسینیه ارشاد تهران در سن ۲۹ سالگی در دم جان سپرد. وی موقع تصادف مرگبار همراه دوستانش در خودرو بود. او در قطعه ۲، ردیف ۱۲ بهشت زهرا به خاک سپرده شد.
در مراسم ختم او در مسجد الجواد میدان هفت تیر تعداد زیادی از هنرمندان از جمله پویا امینی و شهرام حقیقت دوست، از هم بازی‌های او در سریال خط قرمز شرکت کردند.

## فعالیت‌ها

### سینمایی
- نان، عشق و موتور ۱۰۰۰ (ابوالحسن داوودی)
- کلاهی برای باران (۱۳۸۵ مسعود نوابی)
- سوگند (۱۳۸۷ شاپور قریب)
- شب می‌گذرد (راما قویدل به‌علاوه دستیار کارگردان)
- رفقای خوب (آرش معیریان)
- پنجمین نفر (نصرت‌الله قاضی مقدم)
- راز نیاز (نصرت‌الله قاضی مقدم)

### مجموعه تلویزیونی
- همسفر (۱۳۷۹ قاسم جعفری)
- خط قرمز (قاسم جعفری)
- شب آفتابی (قاسم جعفری)
- پای پیاده (اصغر توسلی)
- مجموعه دختران تهران مجری و بازی (داریوش ربیعی)

### تئاتر
- دو جلاد (حمید لیقوانی)
- کودک عروسکی تلفن (امیر اتشانی)
- عقل دهم (محسن معینی)

### فیلم مستند داستانی
- سلام آقای دلاویز (بابک نوری)

## نماهنگ
- قاصدک (کارگردان بابک نوری)